# Ponte di Augusto
Il ponte di Augusto è un ponte di epoca romana situato nei pressi di Narni Scalo ed utilizzato anticamente per l'attraversamento della gola creata dal fiume Nera.

## Storia

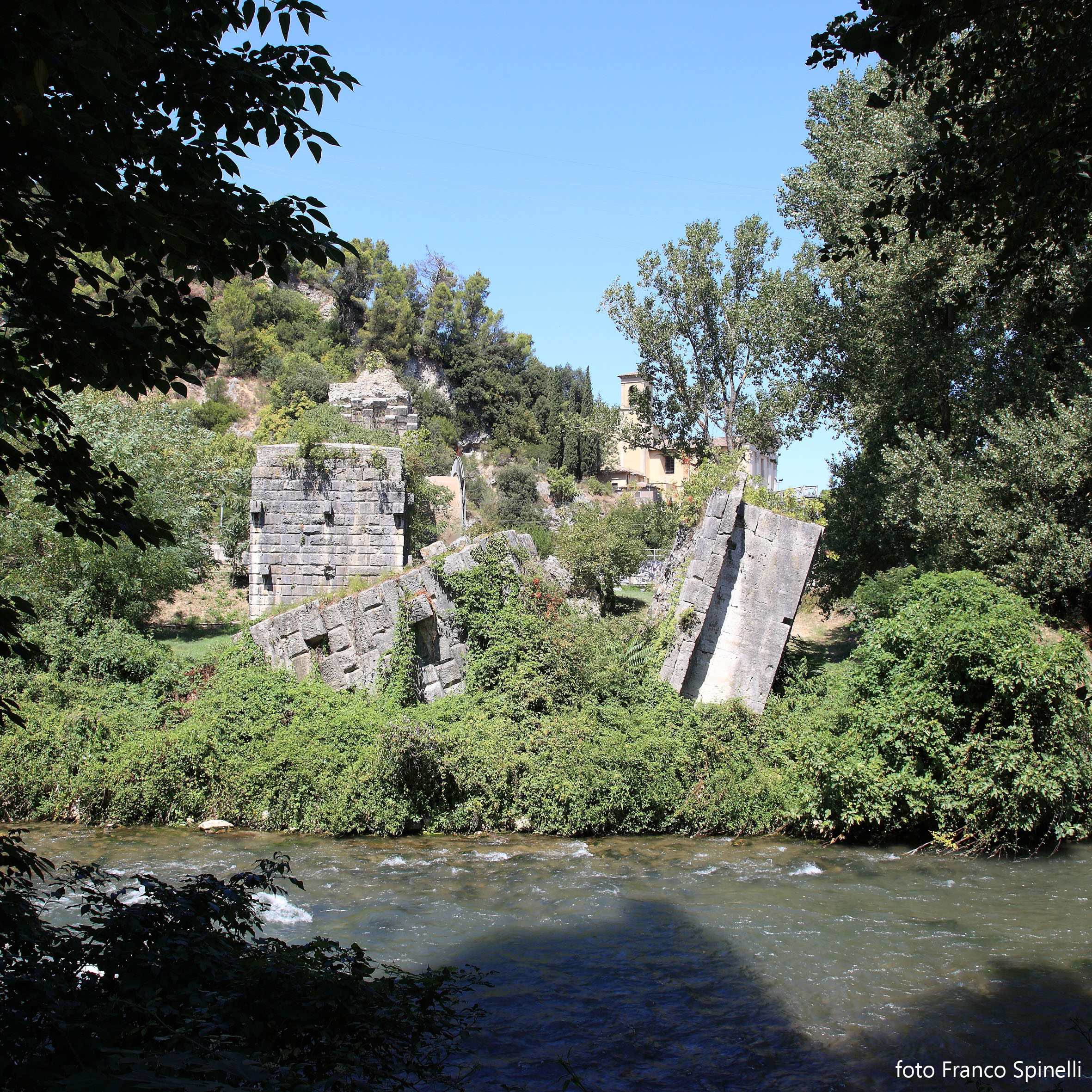
Rovine del Ponte Augusto

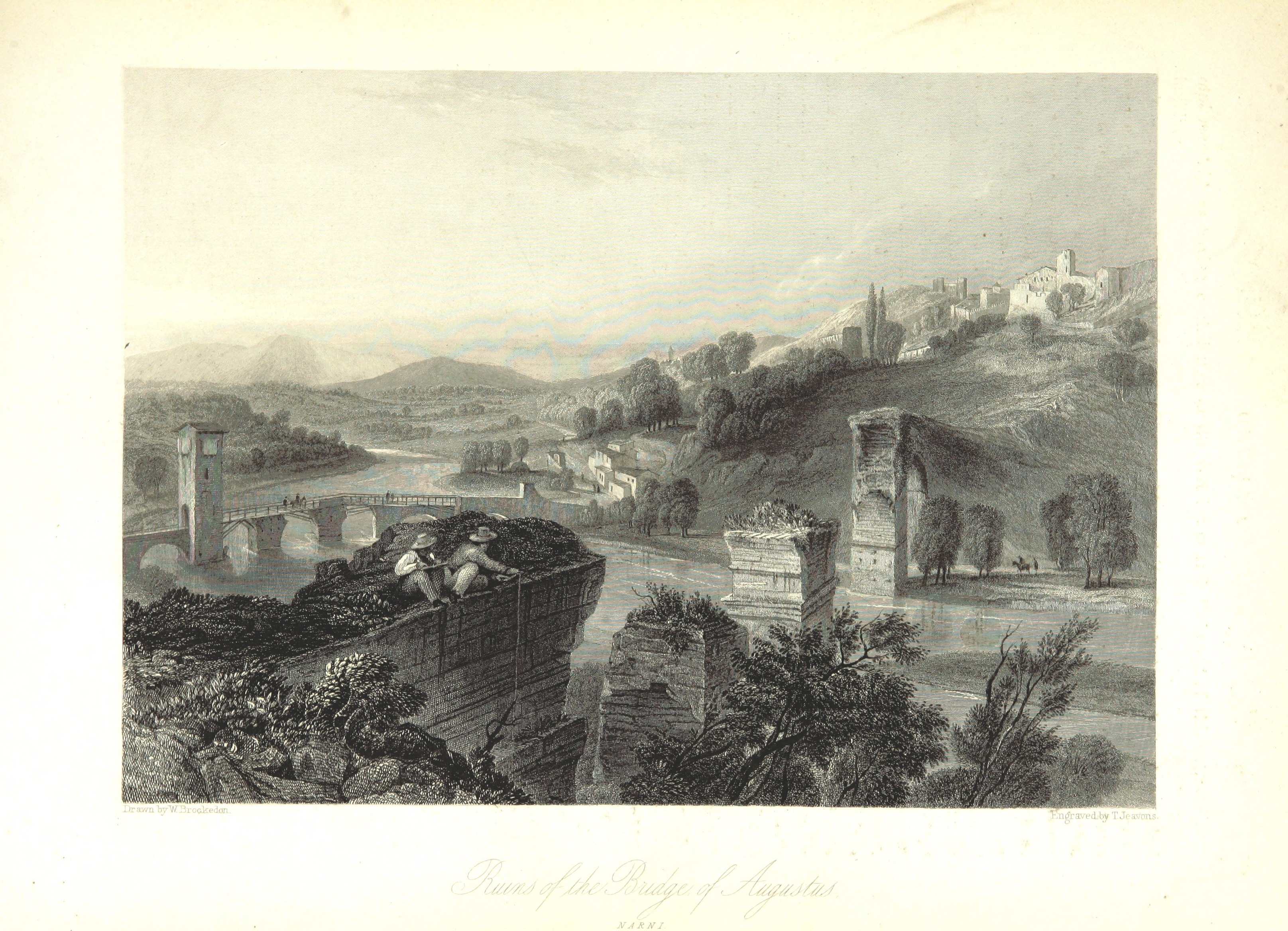
Le rovine in una pubblicazione del 1864

Ai piedi della città di Narni, percorrendo la via Flaminia, si giunge, lungo la strada della Funara, poco prima della frazione di Stifone, vicino al fiume Nera. Questo, imboccando la gola dei monti Corviano e Santa Croce, va ad infrangersi sui piloni del ponte romano di Augusto, che originariamente univa i due monti.
Citato dalle fonti classiche, raffigurato da artisti e viaggiatori, vero capolavoro dell'architettura romana, è da porre in relazione alle grandi ristrutturazioni volute da Augusto nel 27 a.C., lungo il percorso della strada consolare Flaminia. Dell'imponente struttura originaria restano due piloni voltati ad arco sulla sponda del monte Corviano, una contrapposta sezione sulla sponda del monte Santa Croce e i ruderi di due piloni dell'arcata centrale, crollata prima del 1055.
La lunghezza originaria del ponte doveva essere di circa 160 m per un'altezza di 30 m, con una luce mirabile dell'arco centrale di circa 32 m, mentre la larghezza del piano stradale era di 8 m. 
Il fronte, realizzato in nucleo cementizio e paramenti di blocchi squadrati con bugnature e a corsi alternati, presenta (a due terzi dell'altezza dei pilastri) una cornice aggettante, che si ritrova nella parte interna dell'arcata. I piloni hanno una pianta rettangolare e sono in parte impostati sulla roccia.
Nel corso del tempo, è stato più volte soggetto a crolli e gravi danneggiamenti, come quelli risalenti al 1053-54.
Si suppone che il ponte s'innalzasse su quattro arcate, tutte con un'ampiezza diversa che variava dai 19 m della prima, 32 m dell'arcata centrale, circa 17 m della terza e 16 m della quarta, se esisteva.
Secondo il Guattani, le pietre furono levate da un luogo chiamato Valle Mantea, presso Civitella San Paolo, alla volta di Fiano Romano; nel 1724 venne inoltre scoperto come le pietre rimanessero saldamente connesse tra loro in quanto, oltre alla calce, erano state adoperate delle anime di ferro saldamente piombate alle loro estremità.

## Nell'arte
Il Ponte di Augusto è tra i paesi italiani «di nuova emozione poetica» di Corot. L'artista francese nel 1827 dedicò a questo paesaggio l'opera Ponte di Narni «e se ne può intendere la forza sprigionante quieta e tenera poesia pensando agli omaggi che, quasi un secolo dopo, vi dedicarono tanto Morandi che De Pisis; (...)»